# Jaanimõisa
Koordinaten: 58° 8′ N, 27° 15′ O

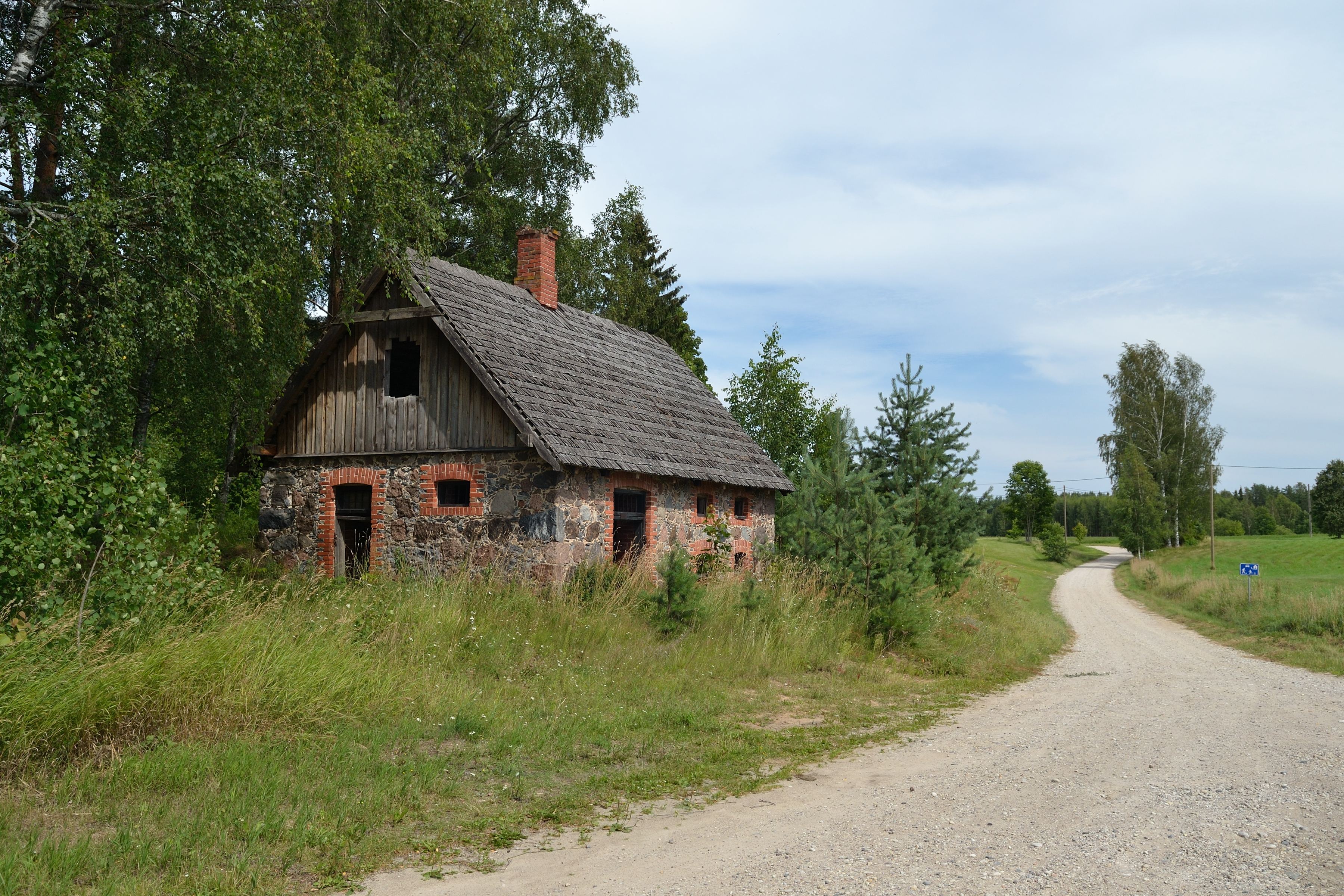
Verlassenes Gebäude

Jaanimõisa  ist ein Dorf (estnisch küla) im Südosten Estlands. Es gehört zur Gemeinde Põlva (bis 2017 Mooste) im Kreis Põlva.
Das Dorf hat 83 Einwohner (Stand 1. Januar 2017).